# Schmutter (Geltnach)
Die Schmutter ist ein 8,26 km langer, südsüdöstlicher und rechter Zufluss der Geltnach im Wertach-Lech-Jungmoränenland. Sie fließt im bayerischen Landkreis Ostallgäu.

## Name
Erstmals schriftlich genannt wurde das Gewässer im Jahr 1314 („an der Schmutter“). Der Name ist wohl auf das urgermanische Wort *(s)mudda- mit der Bedeutung „Morast, Schlamm“ zurückzuführen.

## Verlauf und Einzugsgebiet
Die Schmutter verläuft gänzlich im Wertach-Lech-Jungmoränenland, einem Teil der naturräumlichen Haupteinheitengruppe Subalpines Jungmoränenland. Die nahe beieinander gelegenen Quellen ihrer obersten Quellbäche liegen im Gemeindegebiet von Roßhaupten etwas westnordwestlich der Gipfelregion des Fahrenbergs (867 m ü. NHN) – etwas unterhalb (rechter, länger Quellbach) und oberhalb (linker, kürzerer Quellbach) von 850 m Höhe.
Die Schmutter fließt in überwiegend nordnordwestlicher Richtung durch unbesiedeltes Gebiet. Sie nimmt knapp 650 m nach der Vereinigung ihrer Quellbäche einen linksseitigen Kurzzufluss auf und läuft danach durch das Wasachmoos. Anschließend münden – jeweils rechtsseitig – vier kurze Bäche ein: Ochsenbrunnbach im Gemeindegebiet von Roßhaupten sowie, nach bei der Schmutterhütte gelegenem Wechsel in das Gemeindegebiet von Stötten am Auerberg, Schönbichel-, Schonrain- und Ebersbach. Hiernach fließt der Bach durch das Hennengittermoos und durch das Rautenfilz.
Anschließend mündet die Schmutter unmittelbar vor Unterqueren einer Brücke (730 m) der Verbindungsstraße, die von Sulzschneid im Stadtgebiet von Marktoberdorf nach Heggen im Gemeindegebiet von Stötten am Auerberg führt, etwa 930 m westsüdwestlich von Heggen in den dort etwa von Südsüdwesten kommenden Wertach-Zufluss Geltnach.
Das Einzugsgebiet der Schmutter ist 8,82 km² groß und damit eine Winzigkeit größer als das der Geltnach bis zum Zusammenfluss, welche allerdings auf dieser Strecke etwas länger ist.